# Elena Lipizer

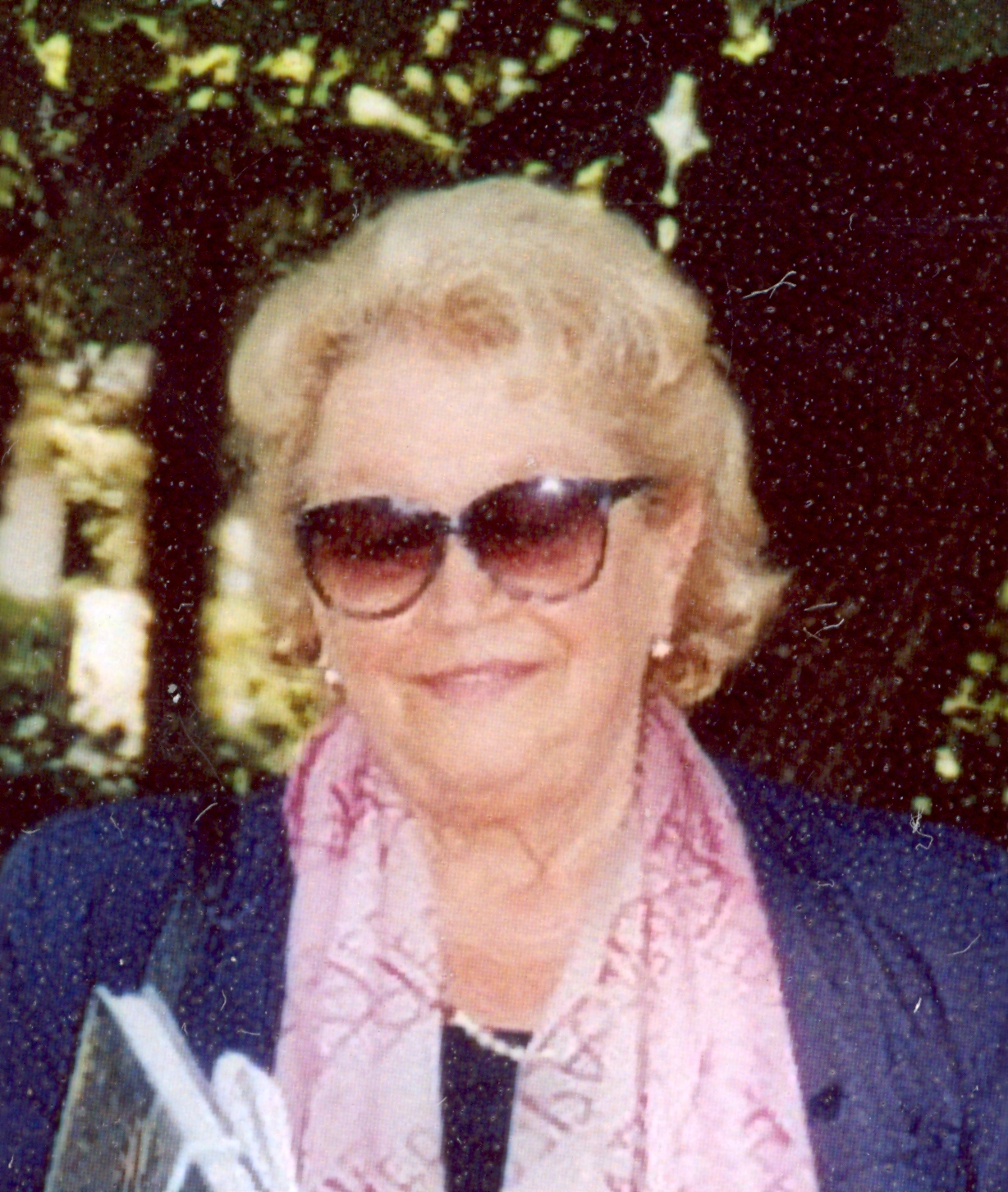
Elena Lipizer (1930-2017)

Elena Lipizer (Gorizia, 23 maggio 1930 – Gorizia, 11 luglio 2017) è stata una pianista italiana.

## Biografia
Figlia di Rodolfo Lipizer e di Mara Forcessin, conseguì il Diploma magistrale presso l’Istituto “Scipio Slataper” di Gorizia e il Diploma di pianoforte con Ersilia Russian al Conservatorio “Jacopo Tomadini” di Udine. Fu insegnante elementare e trascorse un periodo a San Martino del Carso, segnato dalla presenza e dalla dedica di Giuseppe Ungaretti in visita nelle zone che lo videro soldato durante la Grande Guerra: “A Elena Lipizer Soro e ai suoi alunni che vivono in uno dei posti dove più profondamente ho imparato a vivere”.
Dal 1977, data di fondazione, fu vicepresidente e direttore artistico delle attività culturali promosse dall’Associazione Culturale “M° Rodolfo Lipizer” di Gorizia, tra cui il Concorso Internazionale di Violino “Premio Rodolfo Lipizer, di cui fu cofondatrice nel 1982 con Lorenzo Qualli, e le Stagioni dei “Concerti della Sera”, che hanno ospitato concertisti di grande prestigio, tra cui Uto Ughi, Nikita Magaloff, Salvatore Accardo, Bruno Canino, Lazar Berman, Igor Oistrakh, Katia Ricciarelli, György Cziffra, Michele Campanella, Alirio Díaz, Roberto Cappello. Nel 2001 il violinista giapponese Keisuke Okazaki, vincitore della XX edizione del Premio Rodolfo Lipizer, fu premiato dal Presidente della Repubblica Carlo Azeglio Ciampi.
Dal 1980 al 2002 fu inoltre presidente della sezione goriziana dell’AGIMUS (Associazione Giovanile Musicale) e ne mantenne la direzione artistica fino al 2012. 
Negli anni giovanili svolte un'intensa attività concertistica. In seguito fu insegnante di Pianoforte principale presso l’Istituto di Musica cittadino e nella Scuola di Musica “Rodolfo Lipizer”. Per lei educare significava "educere", trarre dall'uomo la capacità di riconoscere nella musica una fonte necessaria all'esistenza. Le hanno dedicato loro composizioni insigni musicisti italiani: Giulio Viozzi, Giorgio Ferrari (compositore), Luciano Chailly, Ottavio Ziino, Giorgio Cambissa,  Alessandro Solbiati, Roman Vlad, Carlo Pedini e Licio Venizio Bregant.
Dal 2017 si svolge a Gorizia la Stagione dei Concerti della Sera "Elena Lipizer" a lei dedicata.

## Pubblicazioni
- Lipizer E. (a cura di), Rodolfo Lipizer, Testimonianze, Ed. della Laguna, Mariano del Friuli GO, 1996
- Lipizer E., Un trentennio di musica e cultura a Gorizia con l’Associazione Rodolfo Lipizer (1977–2007), Ed. della Laguna, Mariano del Friuli GO, 2011
- Convegni Internazionali del Violino 1991-1992, 1993-1994, 1995, 1996-1997-1998, 1999, 2000, 2001-2002 (consulenza musicale), Atti a cura di G. Drascek, Ed. della Laguna,  Mariano del Friuli GO
- Recensioni musicali su Messaggero Veneto, Il Piccolo, Voce Isontina, Strumenti e Musica, Musica e Scuola

## Riconoscimenti
- A.GI.MUS. - Targa di riconoscenza - 28 aprile 1990
- Premio San Rocco 1994
- Premio delle Arti - Premio della Cultura - XVI Edizione, 2004